# Brookula spinulata
Brookula spinulata is een slakkensoort, de plaatst in een familie is onzeker. De wetenschappelijke naam van de soort is voor het eerst geldig gepubliceerd in 2001 door Absalão, Miyaji & Pimenta.